# Afroclinocera pecki
Afroclinocera pecki är en tvåvingeart som beskrevs av Sinclair 1999. Afroclinocera pecki ingår i släktet Afroclinocera och familjen dansflugor. Inga underarter finns listade i Catalogue of Life.